# Redoute des Hautes-Bruyères
La redoute des Hautes-Bruyères est un ouvrage militaire désaffecté, qui se situe sur le territoire de la commune de Villejuif, dans le Val-de-Marne.

## Historique

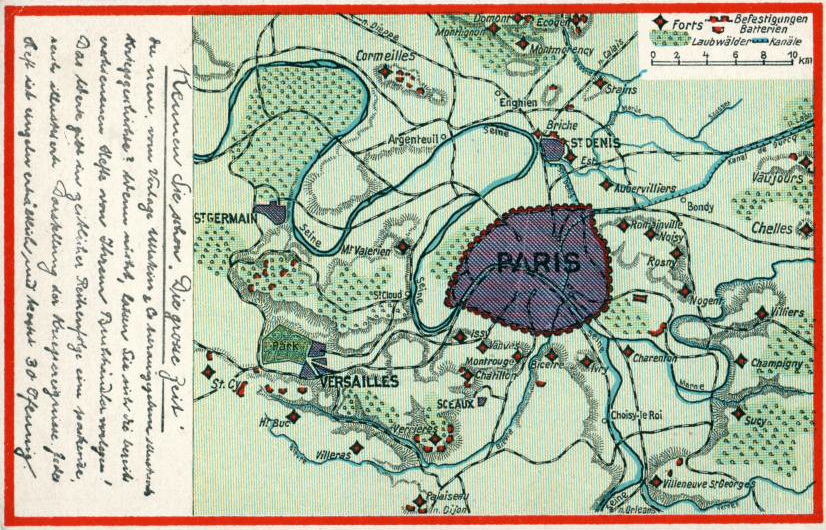
Carte postale allemande antérieure à la guerre de 1914-18, montrant l'ensemble du système défensif du camp retranché de Paris

Au cours de la première moitié du XIXe siècle, Paris se dote d'une ceinture de forts afin de se défendre, dont le fort de Montrouge, le fort d'Ivry et le fort de Bicêtre.
À la suite de l'augmentation de la portée des canons, et dans le contexte de la guerre franco-allemande de 1870, la création de la redoute des Hautes-Bruyères fut ordonnée pour protéger le fort de Bicêtre et compléter ainsi la défense de Paris. Sa construction débute en août 1870.
Elle est occupée par les communards et sert à protéger le fort de Bicêtre, à bombarder la plaine alentour, notamment les villages d'Arcueil-Cachan et de l'Haÿ et à contrôler la route d'Orléans. C'est également là qu'est fusillé Émile Thibaut — événement dénoncé par Maxime Du Camp comme une injustice inique : on met à mort un pauvre garçon afin d'expliquer par une prétendue trahison les échecs militaires de la Commune. La redoute est reprise par les républicains le 25 mai, et le fort de Bicêtre le surlendemain.
Des casemates y sont construites en 1874.
À partir de 1946, cet ouvrage est utilisé comme centre technique par la Société d'études pour la propulsion par réaction, qui appose son sigle SEPR sur l'un des bâtiments (hangar côté nord). Lors de la construction de l'autoroute A6b, le rempart délimitant le fossé à l'ouest est en partie détruit. La redoute est ensuite transformée en centre d'entraînement des CRS, avant d'être désaffectée en août 2016,.

## Situation
Située sur le plateau de Longboyeau, à 1,5 km au sud du fort de Bicêtre, la redoute est bordée à l'ouest par l'autoroute A6b, au nord par l'institut Gustave-Roussy, et par le parc départemental des Hautes-Bruyères (carrières reconverties en 1995) à l'est et au sud. La surface totale de la redoute est de 3,7 ha environ. À 122 m d'altitude, la redoute est placée sur le point culminant du Val-de-Marne

## Projets
L'emplacement et la superficie de l'ancienne redoute en font un terrain hautement convoité.

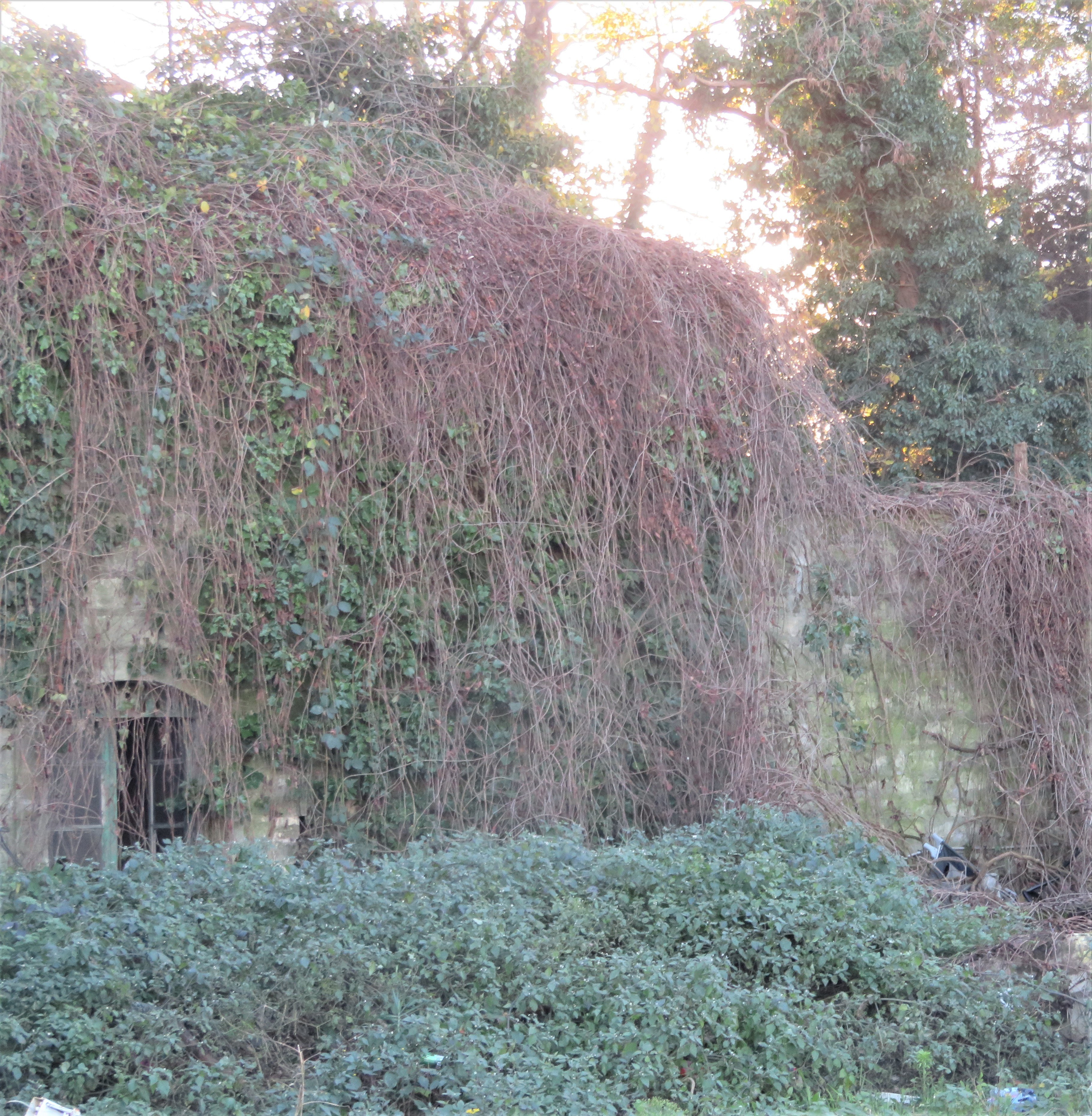
Accès fermé de la redoute des Hautes bruyères (automne 2021)

Depuis août 2016, le site est désaffecté et attend une reconversion, qui aurait pu être faite en lien avec la partie universitaire de l'institut Gustave-Roussy et avec la future station « Villejuif - Gustave Roussy » du Grand Paris Express.
Le 6 mai 2019, le projet pour le Pôle universitaire interdisciplinaire de santé (PUIS) est définitivement abandonné, l'État propriétaire précise vouloir installer un pôle destiné aux entreprises délégataires. Fin 2019, il annonce souhaiter y implanter des fonctions « support » du ministère de l'Intérieur (direction des Systèmes d'information du ministère de l'Intérieur, division du soutien logistique...), jusqu'alors locataires dans un immeuble de bureaux parisien. Ce projet ne fait pas l'objet d'un accord des collectivités territoriales concernées,.
En attendant, l'accès est bloqué car réservé au chantier du Grand Paris Express.
À partir du printemps 2020, la redoute est occupée par une population moldave puis rom qui y installe un bidonville, regroupant d'abord trente familles puis, dès l'automne, plus de deux cent cinquante, avec plusieurs communautés en conflit entre elles et des « chefs de clans » qui vendent les emplacements. Une décharge sauvage de plusieurs dizaines de milliers de mètres cubes, comportant des produits dangereux, toxiques et polluants est également créée, à proximité directe du squat et du parc des Hautes-Bruyères. Les riverains excédés s'étonnent que des centaines de personnes aient pu construire des habitations de fortune et des milliers de camions décharger des déchets en passant sur une unique route facile à contrôler et fermée sans que les autorités n'interviennent,.
Selon Marlène Schiappa en mars 2021, « plusieurs procédures diligentées sur la base du code de l'Environnement ont conduit aux auditions ou aux gardes à vue de douze personnes et la saisie de quatre véhicules. Deux gérants de société qui s'étaient débarrassés de leurs déchets en faisant appel aux occupants ont fait l'objet d'une ordonnance pénale et un ressortissant roumain impliqué a été déféré » et « une ordonnance de référé a été rendue le 31 décembre 2020 par le tribunal de Créteil pour l'expulsion des occupants du site ».
Le site est finalement vidé de ses occupants en juin 2021. En septembre 2022, un appel d'offres européen est lancé pour le dépolluer.